# Mike Goodman
Magnus Goodman, detto Mike (Winnipeg, 18 marzo 1898 – Dade City, 18 luglio 1991), è stato un hockeista su ghiaccio canadese.

## Palmarès

### Olimpiadi
- Oro a Anversa 1920 nell'hockey su ghiaccio.